# 大狛百枝
大狛 百枝（おおこま の ももえ）は、飛鳥時代の人物。姓は造のち連。冠位は贈直広肆。

## 出自
大狛氏は高句麗系渡来氏族で、高句麗の溢士福貴君を祖とするものと、高句麗人の伊利斯沙礼斯を祖とするもの、の二流がある。なお、福貴君を第22代王安臧王の子とする系図がある。

## 経歴
天武天皇10年（681年）4月12日に、大狛造百枝・足坏ら14人は連の姓を賜与された。
持統天皇10年（696年）5月13日に、大狛連百枝は直広肆の位と賻物（葬儀の際の贈り物）を贈られた。この日か直前に没したと考えられる。『日本書紀』中に現れるこの種の贈位は、決まって壬申の年の功に対してなされていることから、百枝も壬申の乱において大海人皇子（天武天皇）側に加わって功を立てた可能性がある。